# Dancing with a Stranger

"Dancing with a Stranger" é uma canção do cantor britânico Sam Smith e da cantora estadunidense Normani. Foi composta pelos artistas em conjunto com Jimmy Napes e a dupla norueguesa Stargate, sendo produzida pelos dois últimos. A faixa foi lançada em 11 de janeiro de 2021 através da Capitol Records, se tornando um sucesso comercial, liderando as paradas do México, Islândia, Líbano, Reino Unido, Estados Unidos, entre outros. "Dancing with a Stranger" foi incluída no terceiro álbum de estúdio do britânico, Love Goes (2020).